# (2790) Needham
(2790) Needham (1965 UU1) – planetoida z pasa głównego asteroid okrążająca Słońce w ciągu 4,33 lat w średniej odległości 2,65 j.a. Odkryta 19 października 1965 roku.